# Felletin
Felletin is een gemeente in het Franse departement Creuse (regio Nouvelle-Aquitaine). De gemeente telde 1.552 inwoners op 1 januari 2022. De plaats maakt deel uit van het arrondissement Aubusson.
De stad ontstond op de heuvel Beaumont. De stad beleefde een bloeiperiode in de 15e en 16e eeuw. Ze werd rijk dankzij de wolnijverheid. Wevers uit Felletin maakten eeuwenlang Aubussontapijt, prestigieuze wandtapijten.
Net als elders in Creuse trokken tot voorbij de 19e eeuw veel mannelijke inwoners van Felletin maandenlang naar andere delen van Frankrijk om te werken in de bouw. Deze "maçons de la Creuse" keerden enkel in de wintermaanden naar huis terug. Tussen 1890 en 1982 was er ook een diamantslijperij in Felletin.

## Geografie
De oppervlakte van Felletin bedroeg op 1 januari 2022 13,74 vierkante kilometer; de bevolkingsdichtheid was toen 113 inwoners per km².
De gemeente ligt aan de Creuse.
De onderstaande kaart toont de ligging van Felletin met de belangrijkste infrastructuur en aangrenzende gemeenten.

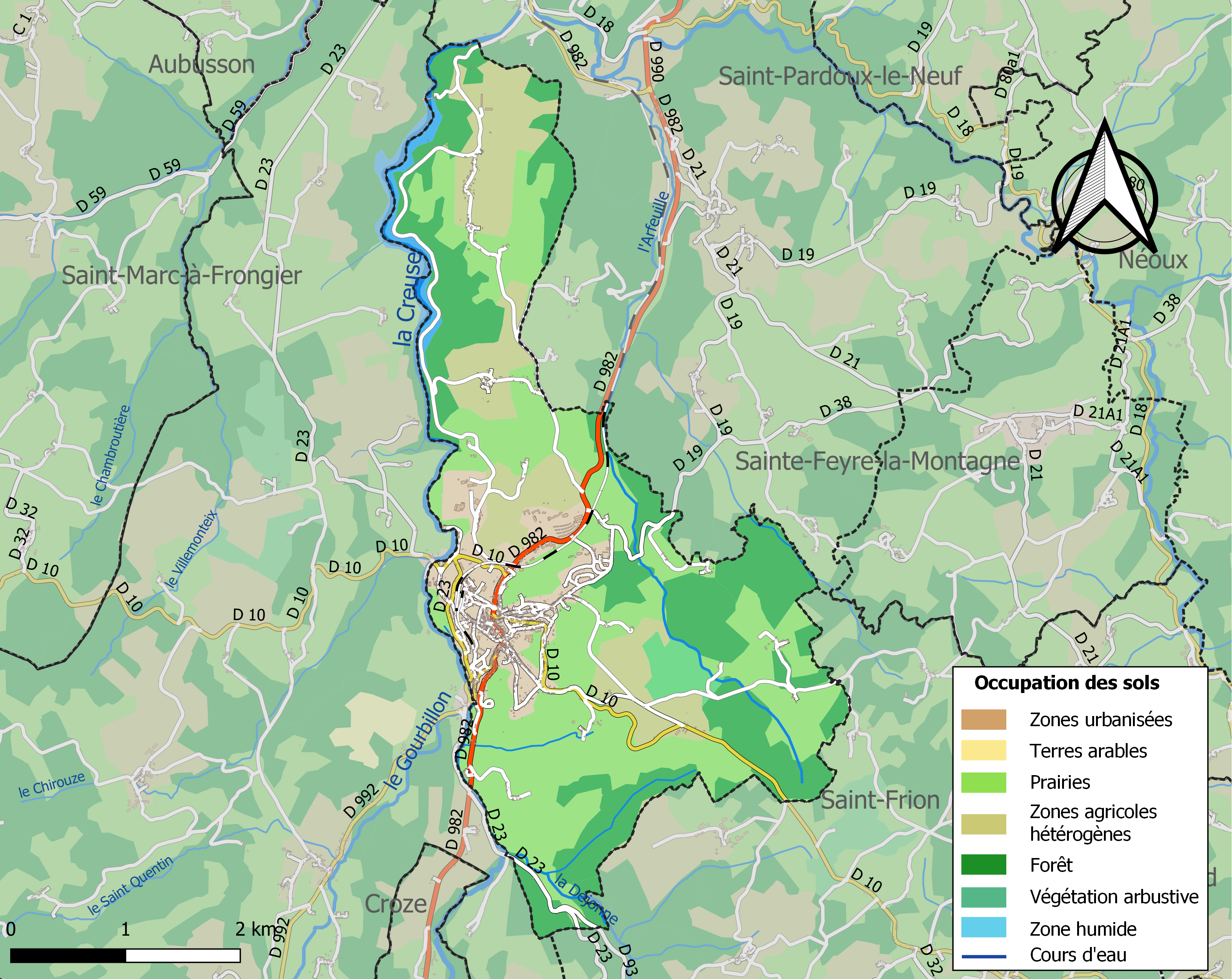

## Verkeer
In de gemeente ligt de spoorweghalte Felletin.

## Demografie
Onderstaande figuur toont het verloop van het inwonertal (bron: INSEE-tellingen).

## Stedenband
Sinds 1960 heeft Felletin een stedenband met het Oostenrijkse Schladming.